# DONES
En el contexto del desarrollo de la energía de fusión, DONES son las siglas de Demo Oriented Neutron Source.La misión del Programa DONES es el desarrollo de una base de datos de los efectos de irradiación por neutrones en los materiales para la construcción de DEMO (del inglés, Demonstration Fusion Power Reactor) donde se registre la respuesta de dichos materiales a dicha radiación. Para ello, es necesaria una fuente de neutrones que produzca neutrones de alta energía y a una intensidad y volumen de irradiación suficiente.
Los principales objetivos del Programa DONES están relacionados con su misión:
1. Obtener datos de la irradiación de materiales para el diseño, licenciamiento, construcción y operación segura del reactor de demostración de energía de fusión (DEMO) con las principales características tal y como se definen en la hoja de ruta europea, en un entorno de fusión simulado para anticipar las necesidades de resistencia a la radiación de los materiales estructurales en DEMO.
2. Generar una base de datos con las respuestas de los materiales, usando para ello herramientas computacionales.
3. Proporcionar una fuente de neutrones que produzca neutrones de alta energía a una intensidad y volumen de irradiación suficientes. Para ello, se diseñará, construirá y operará la nueva Instalación (Instalación DONES)

La Instalación DONES debe entenderse como un conjunto de edificios y sistemas para albergar una fuente de neutrones que permitirá cumplir con los objetivos del Programa. Además, puesto que DONES estará disponible durante la fase de operación de ITER, la posibilidad de que DONES preste asistencia a ITER en algunos aspectos de su fase de operación nuclear no debe descartarse. 